# Abies vejarii

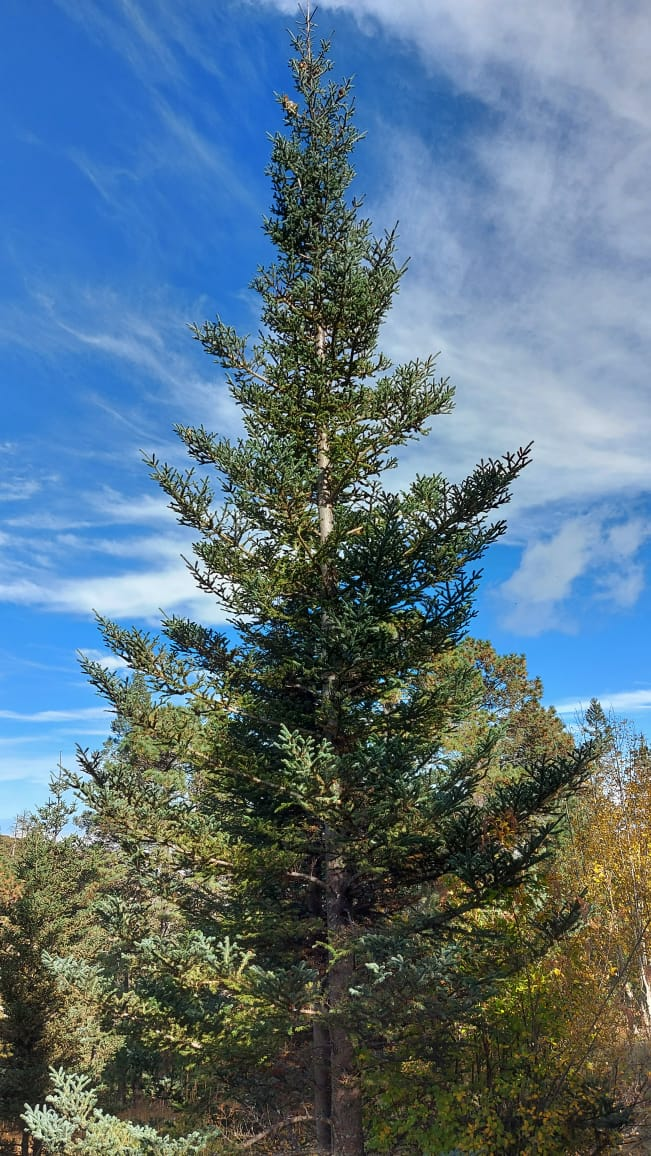
Abies Vejarii adulto, se aprecian algunos conos.

Abies vejarii es una especie de conífera perteneciente a la familia Pinaceae. Es nativa del nordeste de México, en el estado de Coahuila y Nuevo León, donde crece en alturas de (2,000–3,300 m) en la Sierra Madre Oriental.

## Descripción
Es un árbol perenne de tamaño medio que alcanza los 35–40 m de altura. Las hojas son de aguja de 1–2.5 cm de longitud y 1.3–2 mm de ancho, de color verde-gris con estomas arriba y dos bandas de estomas debajo. Las piñas son púrpura que al madurar tornan marrón de 6–15 cm de longitud y 4–6 cm de ancho, con unos 150–200 frutos, cada uno con una bráctea de 3–8 mm sobre el cono cerrado y dos semillas aladas; se desintegran cuando maduran para lanzar las semillas.

## Taxonomía
Abies vejarii fue descrita por Maximino Martínez y publicado en Anales del Instituto de Biología de la Universidad Nacional Autónoma de México, Série Biologia 13(2): 629. 1942.
Etimología
Abies: nombre genérico que viene del nombre latino de Abies alba.
vejarii: epíteto

## Galería

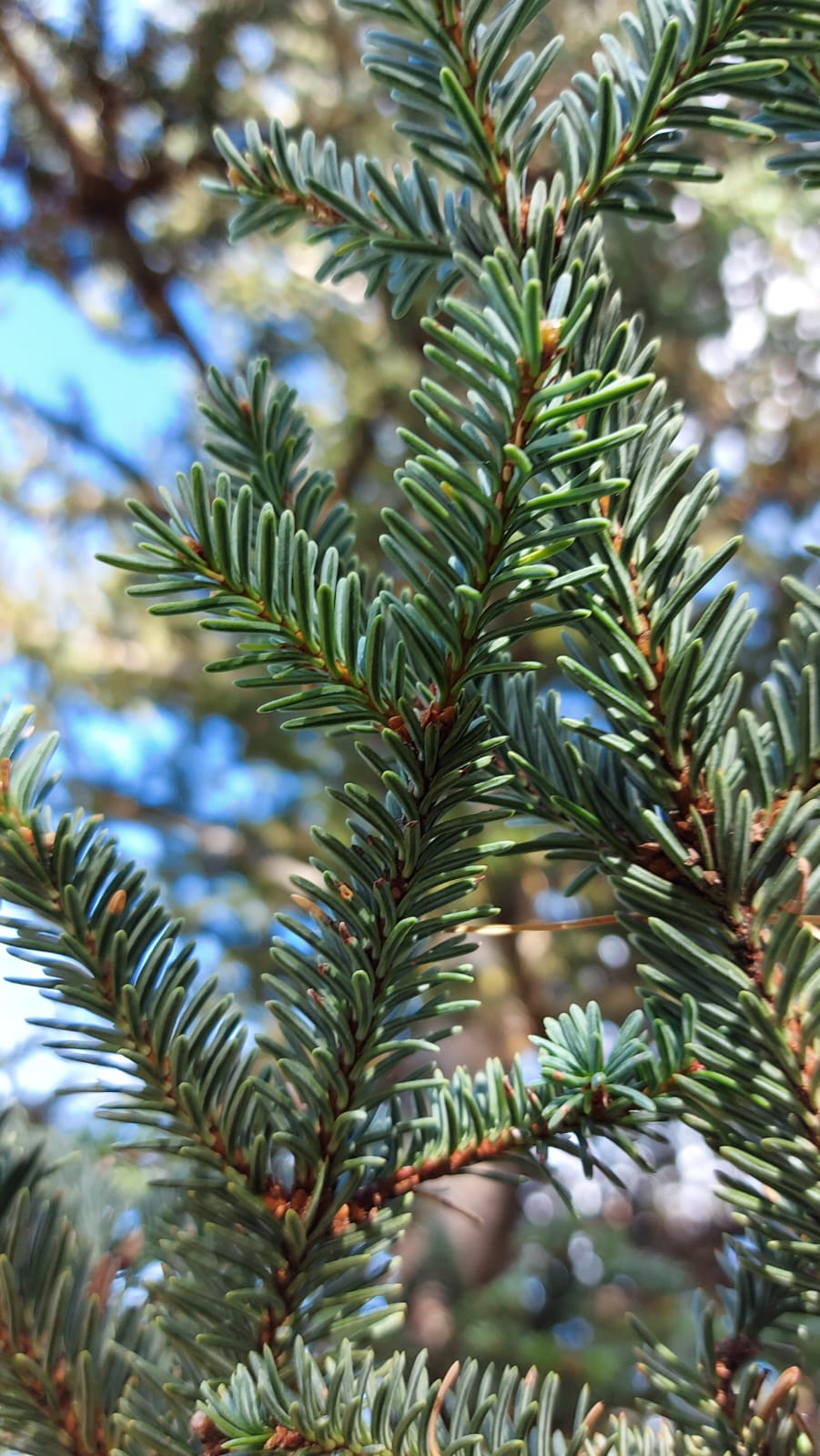
Vista Inferior de las Acículas de Abies Vejarii.

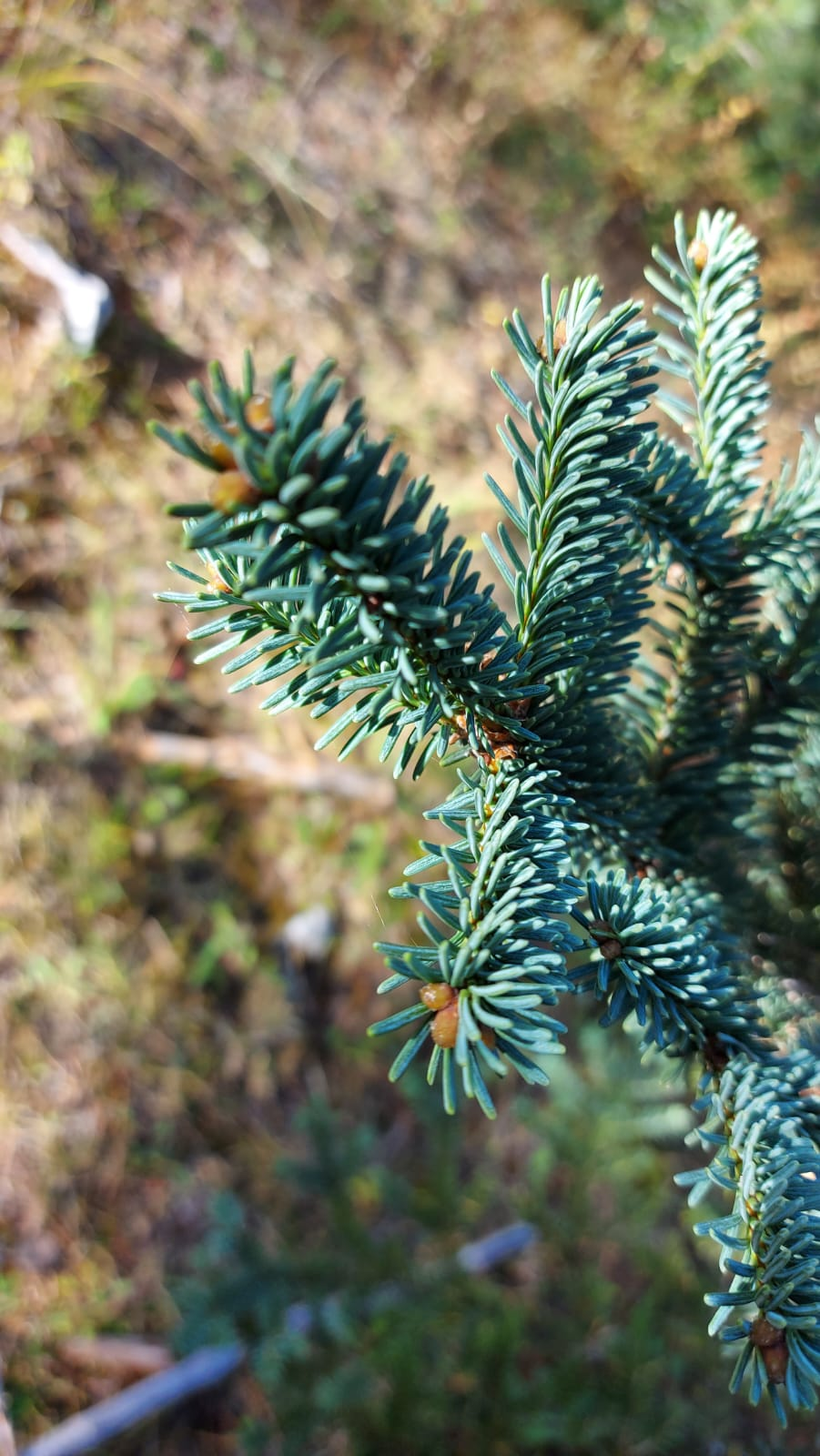
Acículas de Abies Vejarii.